# باریک‌آب (خدابنده)
باریک‌آب (خدابنده)، روستایی از توابع بخش سجاس‌رود شهرستان خدابنده در استان زنجان ایران است.

## جمعیت
این روستا در دهستان آق بلاغ قرار دارد و براساس سرشماری مرکز آمار ایران در سال ۱۳۸۵، جمعیت آن ۱۹۰ نفر (۴۰خانوار) بوده‌است.